# Drapeau de la Champagne-Ardenne
Le drapeau de la Champagne-Ardenne est le drapeau de la région française de Champagne-Ardenne.
En 2014, il n'existe pas de drapeau de la région région administrative Champagne-Ardenne.
On peut toutefois citer l'emblème qui reprend le logo déposé par le conseil régional. Conçu dans les années 1987, il représente deux cœurs entrelacé : un jaune pour la couleur du vin de champagne et le vert pour forêts issu de la Forêt d'Ardenne.

## Drapeau de la Champagne
On peut également citer un drapeau non officiel et non utilisé qui reprend le blasonnement du Comté de Champagne : : D'azur à la bande d'argent côtoyée de deux doubles cotices potencées et contre-potencées d'or.
Les potences symbolisent les châtellenies qui ont constitué le comté de Champagne. Leur nombre diffère en fonction de la taille du drapeau ; il n'y a pas de nombre exact.
En 2010 la Monnaie de Paris a édité une pièce de 10 € comportant le drapeau de Champagne pour représenter la région dans l'édition des euros des régions.